# Adiri
Adiri est une formation d'albédo claire à la surface du satellite Titan de la planète Saturne.

## Caractéristiques
Adiri est située près de l'équateur de Titan, centrée sur 10° de latitude sud et 210° de longitude ouest.
Adiri est une région d'altitude élevée et semble être traversée par de nombreux canaux de drainage. Elle est située à l'ouest de la région sombre de Shangri-la.

## Observation
La sonde Huygens a atterri sur une plaine située légèrement au nord-ouest d'Adiri, en 2005.
La zone a reçu le nom d'Adiri, paradis de la mythologie mélanésienne.